# Liste von Teilnehmern der Pariser Friedenskonferenz 1919
Nachfolgende Liste enthält die Teilnehmerstaaten im Plenum der Pariser Friedenskonferenz 1919 (Siegermächte) und die Hauptvertreter der Delegationen. Die unterlegenen Mittelmächte wurden nicht als Teilnehmer zugelassen.

## Liste
| Land (Anzahl Vertreter)                | Oberster Vertreter                             | Weitere Mitglieder                                                                        |
| -------------------------------------- | ---------------------------------------------- | ----------------------------------------------------------------------------------------- |
| Vereinigte Staaten von Amerika (5)     | Woodrow Wilson, Präsident                      | Robert Lansing, Henry White, Edward M. House, Tasker H. Bliss                             |
| Britisches Reich, Dominions und Indien |                                                |                                                                                           |
| - Großbritannien (5)                   | David Lloyd George, Premierminister            | Arthur Balfour, Andrew Bonar Law, G. N. Barnes, Viscount Milner, Winston Churchill        |
| - Kanada (2)                           | Robert Borden, Premierminister                 | George Foster, Charles Joseph Doherty, Arthur Sifton                                      |
| - Australien (2)                       | William Morris Hughes, Premierminister         | Joseph Cook                                                                               |
| - Südafrika (2)                        | Louis Botha, Premierminister                   | Jan Christiaan Smuts                                                                      |
| - Neuseeland (1)                       | William Massey, Premierminister                | Joseph Ward                                                                               |
| - Neufundland (1)                      | William Frederick Lloyd, Premierminister       | William Goode                                                                             |
| - Indien (2)                           | Edwin Samuel Montagu, Minister für Indien      | Ganga Singh, Satyendra Prasanno Sinha                                                     |
| Frankreich (5)                         | Georges Clemenceau, Ministerpräsident          | Stéphen Pichon, Louis-Lucien Klotz, André Tardieu, Jules Cambon, Marschall Ferdinand Foch |
| Italien (5)                            | Vittorio Emanuele Orlando, Premierminister     | Sidney Sonnino, Giuseppe Salvago Raggi, Antonio Salandra, Salvatore Barzilai              |
| Japan (5)                              | Saionji Kimmochi, ehem. Premierminister        | Makino Nobuaki, Chinda Sutemi, Matsui Keishirō, Ijūin Hikokichi                           |
| Belgien (3)                            | Paul Hymans, Außenminister                     | Jules Van den Heuvel, Émile Vandervelde                                                   |
| Brasilien (3)                          | Epitacio Pessoa                                | Olyntho de Magalhaes, Pandiá Calógeras, Raoul Fernandes                                   |
| Serbien (3)                            | Nikola Pašić, Parlamentspräsident              | Ante Trumbić, Milenko Vesnić, Ivan Žolger                                                 |
| China (2)                              | Lu Zhengxiang, Außenminister                   | Chen-ting Thomas Wang                                                                     |
| Griechenland (2)                       | Eleftherios Venizelos, Premierminister         | Nikolaos Politis, Athos Romanos                                                           |
| Hedschas (2)                           | Emir Faisal                                    | Rustum Haidar                                                                             |
| Polen (2)                              | Ignacy Jan Paderewski, Premierminister         | Roman Dmowski                                                                             |
| Portugal (2)                           | Afonso Augusto da Costa, ehem. Premierminister | José de Castro                                                                            |
| Rumänien (2)                           | Ion I. C. Brătianu, Premierminister            | Constantin Coandă                                                                         |
| Siam (2)                               | Fürst Charoon                                  | Fürst Traidos Prabandhu                                                                   |
| Tschechoslowakei (2)                   | Karel Kramář, Premierminister                  | Edvard Beneš                                                                              |
| Bolivien (1)                           | Ismael Montes                                  |                                                                                           |
| Ecuador (1)                            | Enrique Dorn y de Alsúa                        |                                                                                           |
| Guatemala (1)                          | Joaquin Méndez                                 |                                                                                           |
| Haiti (1)                              | Tertullien Guilbaud                            |                                                                                           |
| Honduras (1)                           | Policarpo Bonilla                              |                                                                                           |
| Kuba (1)                               | Antonio Sánchez de Bustamante y Sirvén         |                                                                                           |
| Liberia (1)                            | Charles D. B. King                             |                                                                                           |
| Nicaragua (1)                          | Salvador Chamorro                              |                                                                                           |
| Panama (1)                             | Antonio Burgos                                 |                                                                                           |
| Peru (1)                               | Carlos G. Candamo                              |                                                                                           |
| Uruguay (1)                            | Juan Antonio Buero                             |                                                                                           |